# Place André-Tardieu
Pour les articles homonymes, voir Tardieu.
La place André-Tardieu est une voie située dans le quartier de l'École-Militaire du 7e arrondissement de Paris.

## Situation et accès
La place André-Tardieu est desservie par la ligne 13 à la station Saint-François-Xavier.

## Origine du nom

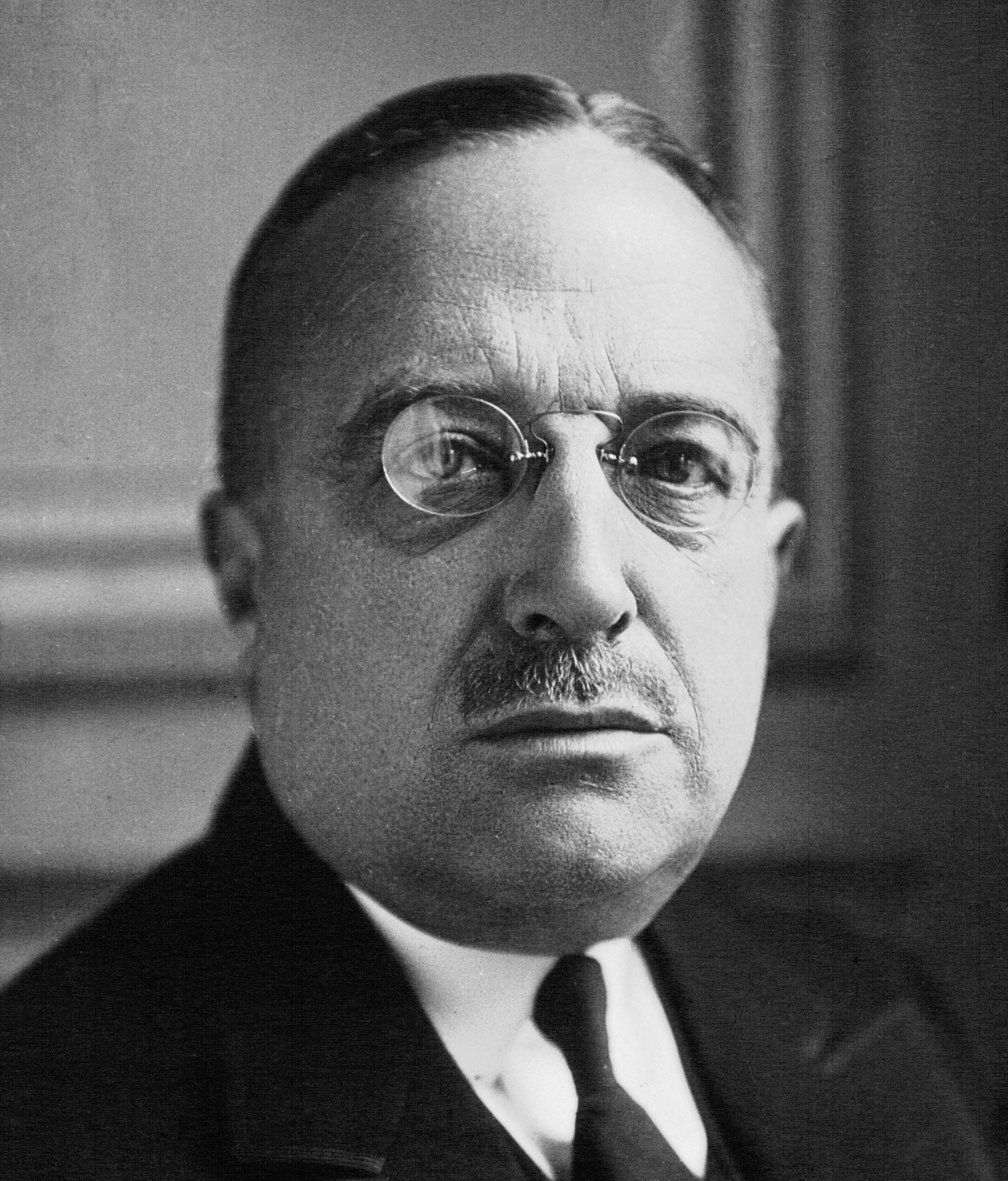
André Tardieu en 1928.

Elle porte le nom de l'homme politique André Tardieu (1876-1945).

## Historique
La place est créée et prend son nom actuel en 1979 sur l'emprise des voies qui la bordent, notamment la place du Président-Mithouard.

## Bâtiments remarquables et lieux de mémoire
- L'église Saint-François-Xavier au niveau de la pointe sud de la place.
- Monument au poète François Coppée. L'installation originelle, comprenait une statue qui a disparu (hormis le socle), remplacée par un médaillon à l'effigie de l'homme de lettres.
Le monument est inauguré le 5 juin 1910 alors que le site porte encore le nom de place Saint-François-Xavier. La cérémonie a lieu sous la présidence de l'écrivain et militant politique Paul Déroulède, en présence notamment des hommes de lettres Jean Aicard (qui prononce un discours)[1] et Jean Richepin et de l'actrice Caroline-Eugénie Segond-Weber[2]. Richepin représentait le comité créé l'année précédente afin d'élever un monument au poète dans la capitale. Le monument est l'œuvre de l'architecte Henri Guillaume et du sculpteur André de Chastenet de la Ferrière. En 1942, sous le régime de Vichy, la statue est fondue. Le socle est néanmoins conservé. En 1949, Chastenet demande à l'État de financer la reconstruction de la statue, ce qu'appuient l'année suivante les descendants de François Coppée. En raison du coût du projet, seul un médaillon est finalement réalisé, par le sculpteur Georges Saupique ; il est inauguré en 1959[3],[4].

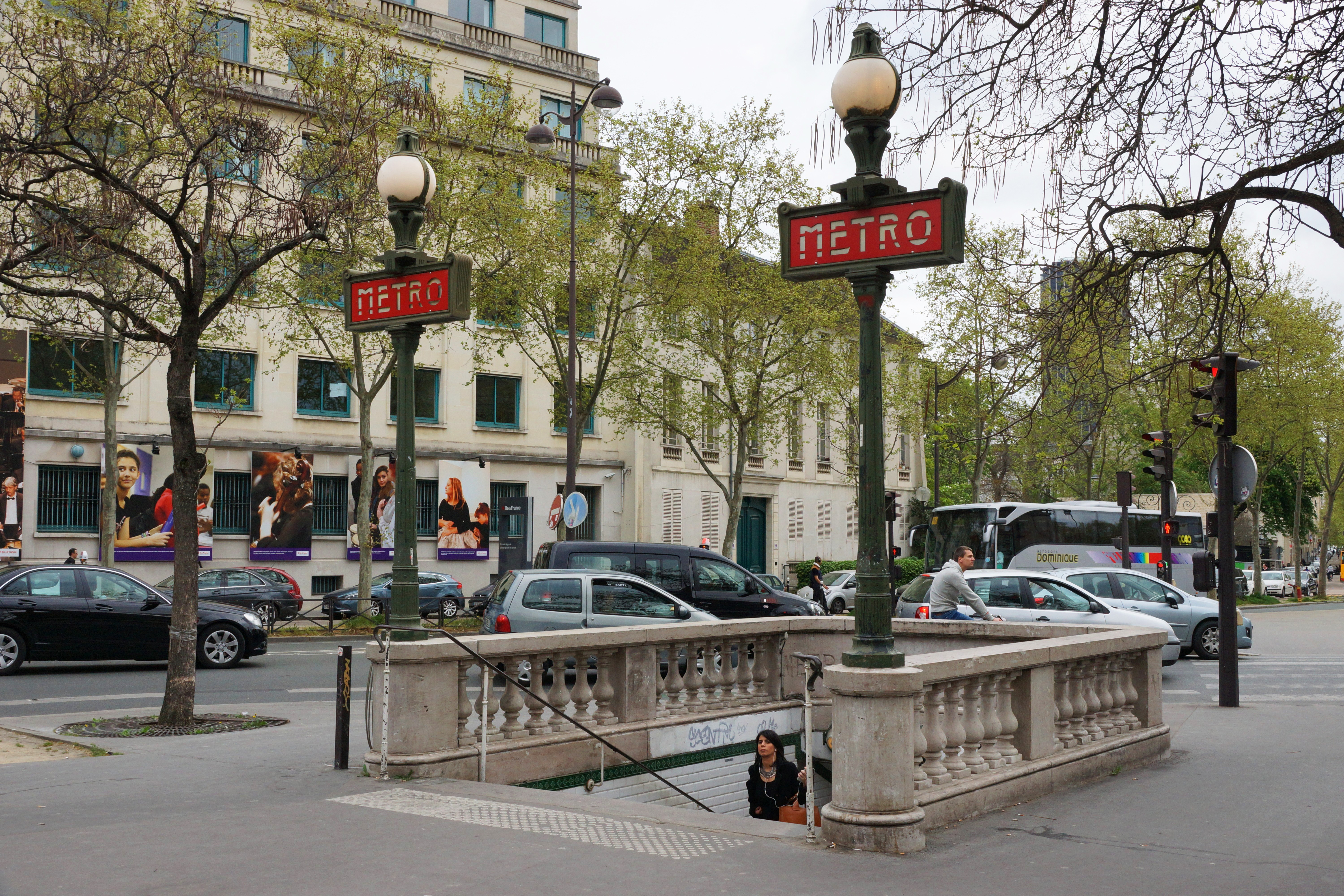
Sortie du métro Saint-François-Xavier.